# Udo Fries
Udo Fries (* 11. Februar 1942 in Klosterneuburg) ist ein österreichischer Anglist, Linguist und Hochschullehrer.

## Leben und Wirken
Nach seiner Reifeprüfung 1960 in Wien studierte Udo Fries von 1960 bis 1966 Anglistik, Germanistik und Indologie an der Universität Wien. Dort promovierte er 1966 bei Herbert Koziol. Von 1966 bis 1974 war er als wissenschaftlicher Assistent am Institut für Anglistik dieser Universität tätig. 1973/74 erfolgte seine Habilitation für Englische und Amerikanische Sprache und Literatur. Von 1974 bis 1977 hatte er eine Professur an der Universität Innsbruck inne. Im Jahre 1977 wurde er Ordinarius für Englische Sprachwissenschaft an der Universität Zürich. 2007 wurde er ermeritiert. Von 1998 bis 2004 war er Prorektor für Lehre der Universität Zürich.
Als Linguist beschäftigt sich Udo Fries neben der Textanalyse vor allem mit der Computerlinguistik, insbesondere mit der Korpuslinguistik.
2008 wurde er mit dem Österreichischen Ehrenkreuz für Wissenschaft und Kunst erster Klasse ausgezeichnet.

## Veröffentlichungen (Auswahl)
- Zur Syntax der Chester plays (= Dissertationen der Universität Wien, Bd. 6). Verl. Notring, Wien 1968 (= Dissertation Universität Wien).
- (Übers., mit Harald Mittermann): George Lakoff / Linguistik und natürliche Logik (= Schwerpunkte Linguistik und Kommunikationswissenschaft, Bd. 6). Athenäum, Frankfurt/M. 1971.
- Studien zur Textlinguistik.  Frage- und Antwortsätze. Eine Analyse an neuenglischen Dramentexten (= Wiener Beiträge zur englischen Philologie, Bd. 76). Braumüller, Wien 1975, ISBN 3-7003-0094-8.
- (Mitarb.): Hans Pinsker / Altenglisches Studienbuch (= Studienreihe Englisch, Bd. 10). Bagel, Düsseldorf 1976, ISBN 3-513-02260-3.
- Einführung in die Sprache Chaucers. Phonologie, Metrik und Morphologie (= Anglistische Arbeitshefte, Bd. 20). Niemeyer, Tübingen 1985, ISBN 3-484-40107-9.
- Bemerkungen zur Textsorge Lebenslauf. In: Otto Rauchbauer (Hrsg.): Festschrift für Siegfried Korninger (= Wiener Beiträge zur englischen Philologie, Bd. 80). Braumüller, Wien 1986, S. 39–50, ISBN 3-7003-0686-5.
- (Hrsg.): The structure of texts (= Swiss papers in English language and literature, Bd. 3). Narr, Tübingen 1987, ISBN 3-87808-843-4.
- The use of computers in English linguistics. In: Manfred Markus (Hrsg.): Historical English.  On the occasion of Karl Brunner's 100th birthday (= Innsbrucker Beiträge zur Kulturwissenschaft. Anglistische Reihe, Bd. 1). Institut für Anglistik, Universität Innsbruck 1988, S. 45–62, ISBN 3-85124-134-7.
- (Hrsg.): Creating and using English language corpora (= Language and computers, Bd. 13). Rodopi, Amsterdam 1994, ISBN 90-5183-629-5.
- (Hrsg.): From Aelfric to the New York Times. Studies in english corpus linguistics (= Language and computers, Bd. 19). Rodopi, Amsterdam 1997, ISBN 90-420-0219-0.
- Corpuslinguistik und die ersten englischen Zeitungen (= Zürcher Universitätsschriften, Bd. 5). Universität Zürich 2003.
- (Mitautor): News as changing texts. Corpora, methodologies and analysis. Cambridge Scholars Publishing, Newcastle 2015, ISBN 978-1-4438-8036-7.

Festschrift
- Andreas Fischer (Hrsg.): Text types and corpora. Studies in honour of Udo Fries. Narr, Tübingen 2002, ISBN 3-8233-5880-4 (Bibliographie Udo Fries S. XV–XVIII).